# Georreferenciación
La georreferenciación es la técnica de posicionamiento espacial de una entidad en una localización geográfica única y bien definida en un sistema de coordenadas y datum específicos. Es una operación habitual dentro de los sistemas de información geográfica (SIG) tanto para objetos ráster (imágenes de mapa de píxeles) como para objetos vectoriales (puntos, líneas, polilíneas y polígonos que representan objetos físicos).
La georreferenciación es un aspecto fundamental en el análisis de datos geoespaciales, pues es la base para la correcta localización de la información de mapa y, por ende, de la adecuada fusión y comparación de datos procedentes de diferentes sensores en diferentes localizaciones espaciales y temporales. Por ejemplo, dos entidades georreferenciadas en sistemas de coordenadas diferentes pueden ser combinables tras una apropiada transformación afín (bien al sistema de coordenadas del primer objeto, bien al del segundo).

## Sistemas de coordenadas y datum geodésicos
Los sistemas de coordenadas pueden desglosarse y representarse en dos grandes grupos de gran importancia:
- Sistemas de coordenadas geográficas, la entidad  es descrita en términos de coordenadas latitud-longitud asociadas a un datum geodésico específico. El más común y extendido es el World Geodetic System 84 (WGS84), aunque en proyectos  europeos se promueve el uso del European Terrestrial Reference System 89 (ETRS89).

- Sistemas de coordenadas proyectadas, si son coordenadas referidas a un plano en el cual se ha proyectado parte de la superficie terrestre modelada con un datum. Dado que no es posible una proyección sin distorsión entre una superficie elipsoidal y un plano, estos sistemas de coordenadas se restringen a regiones suficientemente pequeñas para minimizar estos efectos. Uno de los sistemas más comunes es el Sistema de coordenadas universal transversal de Mercator (UTM).

## Transformación a coordenadas de mapa
Uno de los objetivos principales en el ámbito de la georreferenciación es la generación de funciones que permitan convertir las coordenadas originales de una imagen en coordenadas de mapa. Estas coordenadas de mapa se caracterizan porque la separación entre dos píxeles se mantiene constante en toda la imagen, y una georreferenciación de este tipo queda perfectamente definida a través de únicamente cuatro parámetros:
- Las coordenadas planimétricas del píxel situado en la esquina superior izquierda.

- La longitud asociada a cada píxel en el sentido de avance de filas y columnas.

Este método es el empleado internamente por el formato de imágenes georreferenciadas GeoTIFF. No existe una manera unívoca para almacenar en qué sistema están expresadas las coordenadas que describen la ventana geográfica: los métodos más habituales son su código EPSG o su Well Known Text (WKT).
Esta definición de las ventanas geográficas es especialmente útil a la hora de superponer datos ráster con otros tipos de información cartográfica (por ejemplo, vectores), o al ajustar imágenes en estudios multitemporales o en mosaicos.

## Métodos de georreferenciación
Se pueden distinguir dos métodos principales de georreferenciación:
- La georreferenciación orbital, en la que se modelan las fuentes de error geométrico conocidas (la curvatura terrestre, la distorsión panorámica, la rotación terrestre, etc.) y se aplican transformaciones inversas que corrijan estos errores intrínsecos y sistemáticos de forma automatizada. Tiene la principal ventaja de que no necesita intervención humana una vez que es implementado, pero puede dar lugar a grandes errores en las coordenadas de las imágenes de satélite si su sistema de posicionamiento no tiene la suficiente precisión (problema que ha disminuido con la llegada de los sistemas de navegación modernos).

- La georreferenciación por puntos de control, en la que a partir de un conjunto de puntos bien identificados en la imagen y de los que se conocen sus coordenadas se calculan las funciones de transformación (lineales, cuadráticas) que mejor se ajustan a estos puntos. Para que esta georreferenciación resulte satisfactoria es necesario elegir de forma apropiada los puntos de control (en número, ubicación y distribución). Se trata, pues, de un proceso manual en el que se requiere intervención humana. Ofrece mayor exactitud cuando se trabaja en zonas donde es posible identificar bien los puntos conocidos.

## Métodos de remuestreo
Las técnicas de remuestreo permiten determinar cuál es el valor de nivel digital de la imagen original que debe tomar cada píxel de la imagen georreferenciada, y se basan en los comunes métodos matemáticos de interpolación. Las más habituales son:
- El remuestreo por vecino más próximo, en el que se asigna el nivel digital del píxel original con coordenadas más próximas a las del píxel georreferenciado. Es el método más rápido y se emplea fundamentalmente para remuestrear datos discretos, dado que conserva los valores originales. En el remuestreo puede haber píxeles originales que no sean asociados a ningún píxel georreferenciado.

- El remuestreo por interpolación bilineal, que calcula el valor del píxel georreferenciado como una media ponderada de los cuatro vecinos más próximos en la imagen original. Es útil para magnitudes continuas y lleva asociado intrínsecamente un suavizado de los datos originales en la imagen georreferenciada.

- El remuestreo por convolución cúbica, en el que se asigna al píxel georreferenciado su valor en la curva que mejor ajusta los 16 vecinos originales más próximos. Es apropiado para magnitudes continuas, aunque pueden aparecer valores fuera del rango del ráster original, y además el tiempo de procesado es mayor que en los casos anteriores.

- El remuestreo por mayoría, en el que el píxel georreferenciado toma el valor que más se repite en una ventana en torno a su vecino más próximo en la imagen original.

- El remuestreo de Lanczos, que en la asignación del valor en el píxel georreferenciado emplea el filtro de convolución de Lanczos. Es de gran utilidad cuando en el remuestreo es necesario que los datos no sufran suavizado y exista conservación local del contraste de la imagen.[1]

## Soporte lógico con herramientas de georreferenciación
Existen diferentes aplicaciones, tanto comerciales como libres, especialmente en el ámbito de las herramientas SIG, para la georreferenciación por puntos de control o para la transformación de datos entre sistemas de coordenadas. Entre las aplicaciones comerciales se encuentran ArcMap, ENVI, ERDAS Imagine, PCI Geomatics o TNTmips. Dentro de las librerías libres, la fundación OSGeo mantiene de forma activa GDAL/OGR, que contiene un gran número de funciones geoespaciales para la reproyección y remuestreado de vectores e imágenes ráster; también cuenta con una función de mapeado inicial de imágenes ráster a partir de su matriz de coordenadas, aunque la validez de sus resultados se encuentra en discusión.
En la última década el propio concepto de georreferenciación se ha difundido más allá del ámbito científico-tecnológico gracias a herramientas como Google Earth, cuya facilidad de uso ha extendido y democratizado el tratamiento de información de mapa fuera del ámbito técnico existente hasta ahora, con ciertas limitaciones (por ejemplo, Google Earth solamente admite información en coordenadas geográficas latitud-longitud en el datum WGS84).
Asimismo, la masificación y evolución constante de la georreferenciación se ha visto impulsada por el uso mashups dentro de la web 2.0, permitiendo la localización de contenidos digitales (vídeo, noticias, modelados 3D, etc.) en cartografía digital, en el marco de la información geográfica voluntaria. Ahora la georreferenciación tiene un impacto sociológico puesto que se realiza sobre todos los contenidos sociales presentes en el mundo. Esto está acelerando la aparición de una web geosemántica.